# معبد (قهاب رستاق)
معبد (بالفارسية: معبد) هي مستوطنة تقع في إيران في قسم قهاب رستاق الريفي. يقدر عدد سكانها بـ 22 نسمة .